# Q Sharp
Q# (pronunciat com a Q sharp) és un llenguatge de programació específic del domini utilitzat per expressar algorismes quàntics. Inicialment va ser llançat al públic per Microsoft com a part del Quantum Development Kit.
Històricament, Microsoft Research tenia dos equips interessats en la computació quàntica, l'equip QuArC amb seu a Redmond, dirigit per Krysta Svore, que va explorar la construcció de circuits quàntics, i Station Q inicialment ubicada a Santa Bàrbara i dirigida per Michael Freedman, que va explorar la computació quàntica topològica.
Durant una Microsoft Ignite Keynote el 26 de setembre de 2017, Microsoft va anunciar que llançaria un nou llenguatge de programació orientat específicament als ordinadors quàntics. L'11 de desembre de 2017, Microsoft va llançar Q# com a part del Quantum Development Kit.
A Build 2019, Microsoft va anunciar que comercialitzaria el Quantum Development Kit, inclosos els seus compiladors i simuladors Q#.
Bettina Heim lidera actualment l'esforç de desenvolupament del llenguatge Q#.
Q# està disponible com una extensió baixada per separat per a Visual Studio, però també es pot executar com una eina independent des de la línia d'ordres o del codi de Visual Studio. El kit de desenvolupament quàntic s'envia amb un simulador quàntic capaç d'executar Q#.
Per invocar el simulador quàntic, un altre . S'utilitza el llenguatge de programació NET, normalment C#, que proporciona les dades d'entrada (clàssiques) per al simulador i llegeix les dades de sortida (clàssiques) del simulador.

## Característiques
Una característica principal de Q# és la capacitat de crear i utilitzar qubits per a algorismes. Com a conseqüència, algunes de les característiques més destacades de Q# són la capacitat d'enredar i introduir la superposició als qubits mitjançant les portes Controlled NOT i les portes Hadamard, respectivament, així com les Toffoli Gates, Pauli X, Y, Z Gate i molts més. que s'utilitzen per a una varietat d'operacions; vegeu la llista a l'article sobre portes de lògica quàntica.
S'espera que la pila de maquinari que s'ajuntarà amb Q# implementi Qubits com a qubits topològics. El simulador quàntic que s'envia amb el kit de desenvolupament quàntic avui és capaç de processar fins a 32 qubits en una màquina d'usuari i fins a 40 qubits a Azure.